# Carl Frankelin
Carl Frankelin, major, stupade i tyska kriget i Greifswald 1631.

## Biografi
Carl Frankelin var son till hovjunkaren och generalen Henrik Frankelin (död 1610) och Constantia Eriksdotter (1560-1649), en illegitim dotter till svenske kung Erik XIV.
Carl var herre till Bocksjöholm i Undenäs socken, Skaraborgs län, till Odensfors i Vreta Klosters socken, Östergötlands län, samt till Sjöbacka i Ljungs socken, även det i Östergötlands län. 1624 var han löjtnant vid Johan Banérs östgötska regemente och blev kort därefter kapten.
Jämte brodern Johan naturaliserades Carl såsom svensk adelsman 1625. Ätten Frankelin introducerades på Riddarhuset under nr 14, vilket senare ändrades till nr 48. 1626 blev Carl kvartermästare.
1628 blev Carl major vid Jönköpings regemente och erhöll samma år kronohemmanet Ramsnäs i Finnerödja socken, Vadsbo härad, i det strax efter inrättade Skaraborgs län. Nuförtiden tillhör Finnerödja Örebro län. 
Carl gick ut i tyska kriget och stupade vid Greifswald 1631, enligt mönstringsrulla över översten Saltzburgs regemente. Carl slöt sin ätt på svärdssidan och begravdes jämte sina föräldrar i Undenäs gamla kyrka.
Vid Carls död övergick sätet på Bocksjöholm till systern Maria Catharina Frankelin och hennes make Anders Koskull.

### Familj
Frankelin var gift med Elisabet Plana. Hon var dotter till hovpredikanten Amandus Polanus. De fick tillsammans dottern Constantia Frankelin (1631-1681) som var gift med ryttmästaren Jakob Lenck (1624-1676). Efter Frankelins död levde Elisabeth levde Plana som änka på Bocksjöholm ännu 1657.
Elisabet Plana var änka efter en i Preussen avliden David Conradi och hade med honom åtminstone tre söner.[källa behövs]